# 阿布哈茲宗教
阿布哈兹的宗教（2003年）
传统上，大部分阿布哈茲的居民是正教會基督徒（东正教），其中有少數人信仰伊斯蘭教，苏联时代的无神论宣传导致了一批非信徒的出现。本土宗教影響強烈，並且在20世紀90年代和21世紀初期得到復興。越來越多的人口信仰阿布哈兹本土宗教（阿布哈茲傳統宗教）。阿布哈茲傳統宗教的神職人員在2012年制度化，由阿布哈茲政府支持和管理。到2016年，政府為恢復數十個宗教场所的恢复做出了貢獻，本土宗教已經在原来基督教和伊斯蘭教占主導地位的阿布哈兹占上风。
猶太教和耶和華見證人的信徒人數非常少。自1995年以來，耶和華見證人組織已被正式禁止，但該法令目前尚未執行。根據阿布哈茲和与其存在争端的喬治亞的憲法，所有宗教信仰者在法律面前享有平等權利。